# Polochion de Céram
Philemon subcorniculatus
Espèce
Synonymes
- Merops subcorniculatus Hombron & Jacquinot, 1841

Statut de conservation UICN

 LC  : Préoccupation mineure
Le Polochion de Céram (Philemon subcorniculatus) est une espèce de passereaux de la famille des Meliphagidae.

## Systématique
L'espèce Philemon subcorniculatus a été initialement décrite en 1841 par les zoologistes français Jacques Bernard Hombron (1798-1852) et Honoré Jacquinot (1815-1887) sous le protonyme de Merops subcorniculatus et que les auteurs mentionnent sous le nom vernaculaire de Philedon subcornu.

## Répartition
Il est endémique de Céram en Indonésie.

## Description
L'holotype de Philemon subcorniculatus mesure 36 cm de longueur totale avec un bec de 11 cm.

## Habitat
Il habite les mangroves et les forêts humides tropicales et subtropicales en plaine.

## Publication originale
- Hombron et Jacquinot, « Description de plusieurs Oiseaux nouveaux ou peu connus, provenant de l'expédition autour du monde faite sur les corvettes l'Astrolabe et la Zélée », Annales des Sciences Naturelles - Botanique - Série 2, vol. 16,‎ 9 août 1841, p. 312-320 (lire en ligne).